# بالتییسک
شهر بالتییسک (به روسی: Балтийск) در کشور روسیه و در اوبلاست کالینینگراد واقع شده‌است.